# Церковь Сергия Радонежского в Царском Селе
Це́рковь Преподо́бного Се́ргия Ра́донежского — православный храм в городе Пушкине, в районе София. Построен в 1889 году (расширен в 1904 году) как полковой храм лейб-гвардии 2-го стрелкового Царскосельского полка.
Ныне состоит при Духовно-просветительском центре Пушкинского (Царскосельского) благочиния, приписан к Софийскому собору Санкт-Петербургской епархии Русской православной церкви.

## История

### Первая церковь
Первоначально храм недавно образованного батальона был сооружён в деревянном здании казармы на Павловском шоссе усердием командира батальона князя Анатолия Барятинского. Освящение церкви обер-священником Главного штаба гвардии и гренадеров протопресвитером Василием Божановым состоялось в 17 (29) апреля 1857 года.
В 1863 году батальон был переведён в Варшаву, а здание церкви впоследствии было передано лейб-гвардии стрелковому его величества батальону.
В походах батальону сопутствовала походная церковь, с которой находился складной иконостас, высланный из московского комиссариата в 1862 году.

### Второе здание
После возвращения в 1871 году в Царское Село лейб-гвардии 2-го стрелкового батальона, он был размещён в зданиях бывших провиантских магазинов на Гатчинском шоссе. Антиминс, иконостас и утварь походного храма, взятые батальоном из Варшавы, первоначально хранились частью в цейхгаузе и частично в южном приделе Софийского собора. В том же приделе совершались и богослужения для батальона. 9 (21) июля 1879 года службы стали проводиться в Никольской церкви соседнего с казармами стрелков Царскосельского военного госпиталя.
21 ноября (3 декабря) 1879 год в казармах батальона протопресвитером Иоанном Рождественским была освящена домовая церковь в честь преподобного Сергия Радонежского. Освящение было приурочено двухлетию дня победы батальона над турками под Араб-Канаком 21 ноября (3 декабря) 1877 год. Устройству церкви особенно способствовали командир батальона полковник Ричард фон-Мевес и помощник ктитора купец Эраст Байков.
Церковь располагалась на втором этаже трёхэтажного здания казармы на Гатчинском шоссе. Длина церкви составляла 56 метров, ширина — 18 метров, высота — около 5,5 метром. Однако храм был расположен очень неудобно: рядом с ним и сверху играли полковые музыканты; под двумя окнами церкви, обращенными на батальонный двор, находились выгребные ямы; под церковью была устроена хлебопекарня, запах которой проникал в храм, — всё это вызвало необходимость устройства отдельного здания для церкви.

### Третье здание
21 августа (2 сентября) 1889 года протоиереем Феодором Павловичем был освящён новый каменный храм, выстроенный на Софийском плацу на счёт казны по ходатайству командира батальона генерал-майора Н. Д. Скаряшина. Церковь располагалась в здании, где вместе с ней помещались учебный зал и цейхгауз. Рядом с храмом находилась временная деревянная звонница.

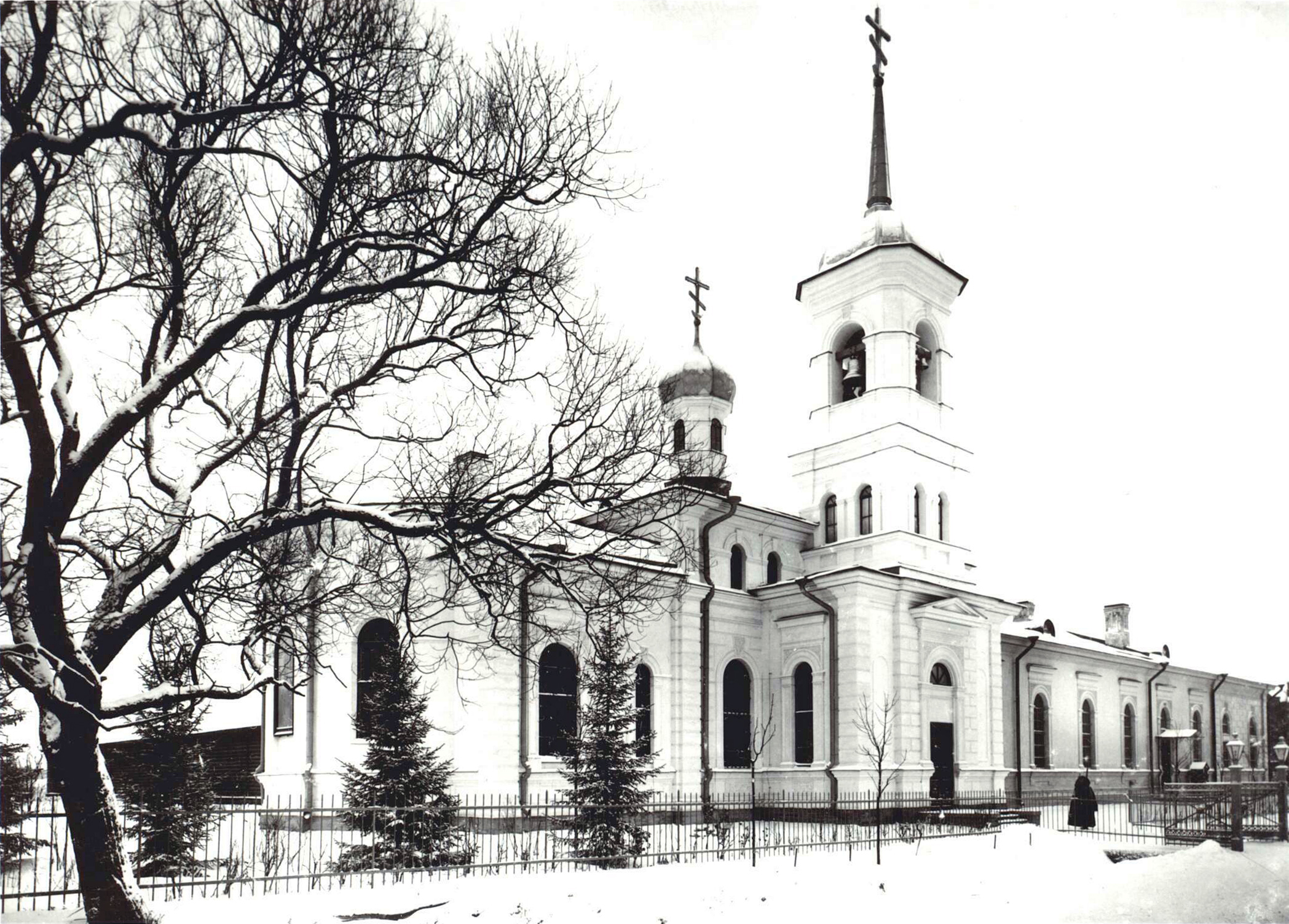
Вид на храм с северо-востока.
1904 год

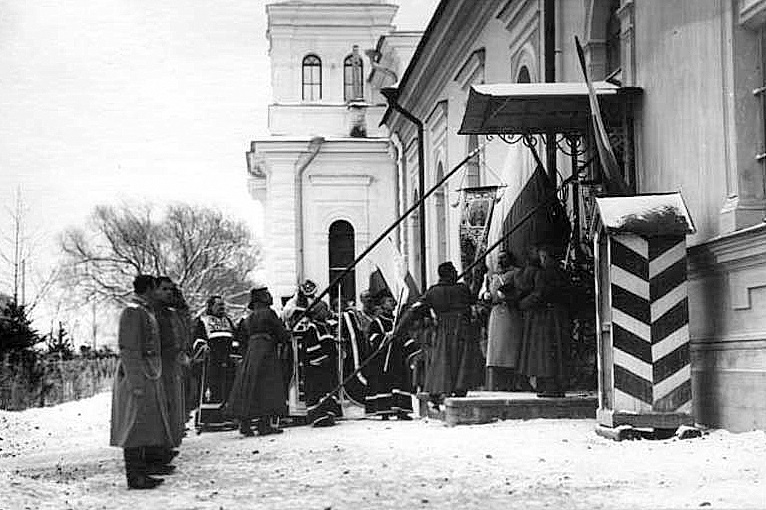
Крестный ход в день освящения храма.
19 ноября (2 декабря) 1904 года

В 1903 году к зданию, по проекту архитектора Александра Успенского, был пристроен отдельный алтарь с солеёй, а с улицы сделан вход под новой высокой каменной колокольней. Между храмом и учебным залом была устроена стена с аркой. Пристройка возводилась на пожертвования. Крупнейшим жертвователем был московский купец и промышленник Степан Протопопов, которому командир полка исходатайствовал орден.
19 ноября (2 декабря) 1904 года церковь была освящена протопресвитером Александром Желобовским в присутствии Николая II, великих князей Владимира и Сергея Александровичей и великой княгини Марии Павловны. Ктитором церкви стал капитан П. В. Панпушко, а затем — капитан Александр Стессель.
Впоследствии храм был отделён от учебного зала глухой каменной стеной с двустворчатой дверью.

 Прежде чем попасть в церковь, нужно было войти в большой манеж, в восточной стороне которого и был вход в церковь. А вообще церковь была очень близко от нас, и, в пасхальную ночь, крест её, с электрическими лампочками, очень хорошо был виден из окон. Прихожанами её были не только солдаты и офицеры 2-го батальона, но и жители деревень Аракчеевки, Перелесина, водопроводной Орловской станции, живущие по близости сторожа… Церковь была очень уютная. Очень хорошо пел хор из солдат и кантонистов.— Андреев И. П. Детство дворцового мальчика. Воспоминания церковного старосты
Под спудом храма был погребён строитель церкви генерал-майор Сергей Кутепов, скончавшийся 16 (29) сентября 1905 год. В 1915—1917 годах в усыпальнице были также похоронены некоторые воины полка, погибшие в Первую мировую войну.
17 марта 1921 года церковь была закрыта, а утварь передана в храм бывшего лейб-гвардии 1-го стрелкового полка.
В годы Великой Отечественной войны здание церкви было сильно разрушено: остались несущие стены, без перекрытий, крыши и коммуникаций. В таком состоянии в 1972 году здание было передано на баланс автошколе № 2.
Строительные работы продолжались семь лет и были окончены в 1980 году. Помещение храма подверглось изнутри капитальной перестройке. Колокольня была снесена, внутри было сделано межэтажное перекрытие. Убранство храма уничтожено.
После распада СССР здание находилось в федеральной собственности, балансодержателем было Министерство транспорта.
В западной части здания располагался Пушкинский учебно-курсовой комбинат автомобильного транспорта, на втором этаже — кафе. В храмовой части устроен склад и лестничная клетка. Над алтарём устраивались дискотеки, а в пристройке к апсиде располагался туалет.
Несмотря на то, что памятник состоял на учёте КГИОП, к концу 2000-х годов 30 % здания лишилось штукатурки, происходило разрушение кирпичной кладки. Мер по его сохранению собственник и арендаторы не предпринимали.

### Возвращение храма Церкви и восстановление

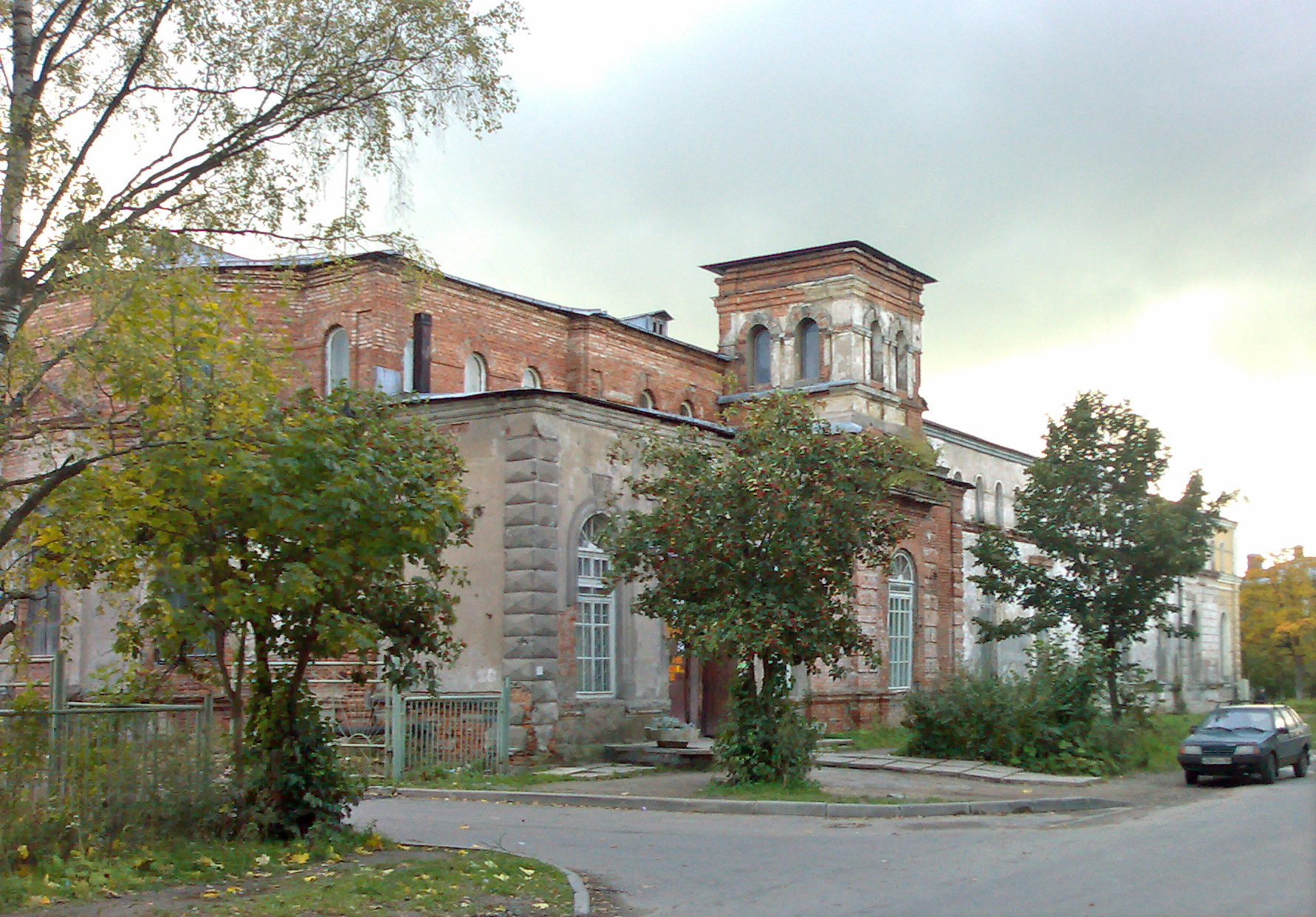
Здание, в котором находился храм.
Фото 2009 года

В 2009 году образовалась инициативная группа верующих, которая стала добиваться возвращения Русской православной церкви того, что осталось от храма. Несколько лет велись напряжённые переговоры о передаче храма РПЦ.
11 октября 2010 года у стен полуразрушенного храма Сергия Радонежского состоялся первый массовый молебен преподобному Сергию. Внешне стояние выглядело как акция протеста неравнодушных жителей города, прихожан этой церкви и представителей духовенства действиям владельцев здания, превратившим храм в увеселительное заведение. Жители города Пушкина требовали восстановления храма, сноса пристроек, запрета аренды помещений и приведения в порядок места захоронения русских воинов-героев Первой мировой войны на прихрамовой территории. Активисты направили обращения официальным федеральным и региональным властям с просьбой о помощи. Среди участников молебна-акции был петербургский актёр Алексей Нилов.
17 ноября 2010 года Председатель Совета Федерации Сергей Миронов при посещении здания заявил, что будет способствовать передаче храма Санкт-Петербургской епархии. К его приезду снаружи церковь привели в порядок. Однако внутри храма царила настоящая свалка.

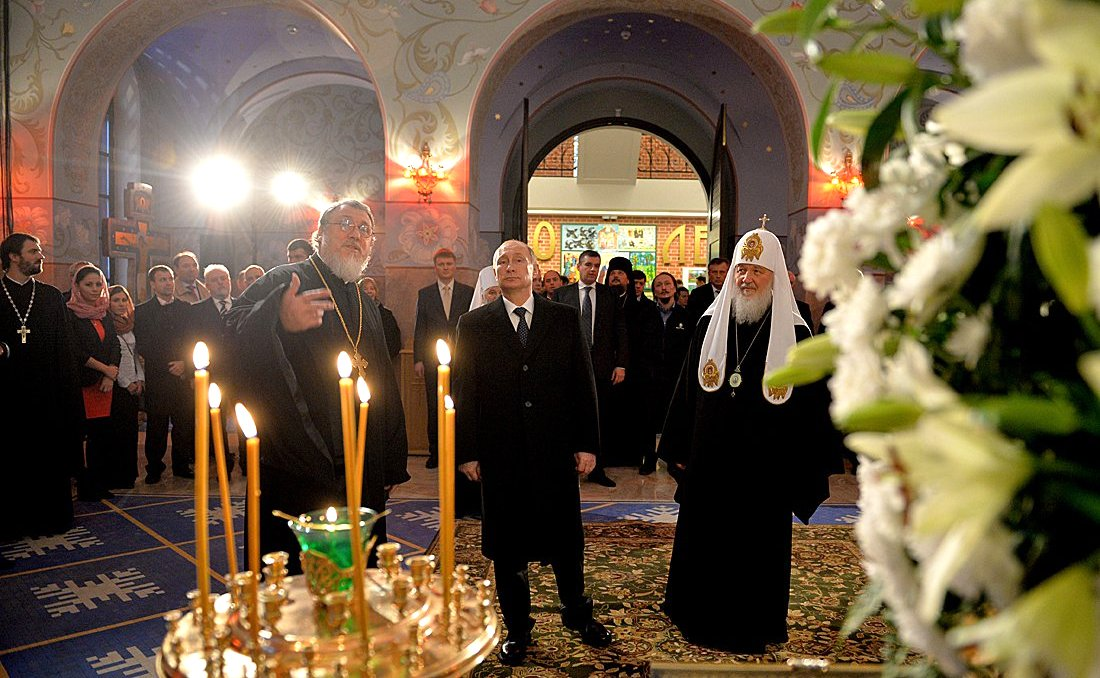
Владимир Путин, патриарх Кирилл и настоятель храма протоиерей Геннадий Зверев.
8 декабря 2014 года

21 сентября 2012 года храм был официально возвращён Русской православной церкви. Объявлен государственный тендер на сумму 1,8 млн рублей на проведение научно-исследовательских, изыскательских и проектных работ по сохранению памятника. С этого дня началось его восстановление, которое было решено завершить в 2014 году к 700-летию со дня рождения преподобного Сергия Радонежского. Работы проводила компания «БалтСтрой», наблюдение и содействие восстановлению оказывал созданный Попечительский совет, который возглавил С. В. Лавров.
8 октября 2012 года, в престольный праздник, в бывших помещениях храма прошло первое богослужение. До 28 июня 2014 года службы проводились регулярно в возведённом рядом временном строении. К началу октября 2014 года основные работы по восстановлению здания были закончены, и отреставрированном храме прошли первые богослужения: 7 октября — всенощное бдение, 8 октября — литургия.
8 декабря 2014 года храм был торжественно освящён Патриархом Московским и всея Руси Кириллом. В тот же день состоялось торжественное открытие Духовно-просветительского центра в присутствии Президента Российской Федерации В. В. Путина.
7 июля 2015 года восстановленный храм преподобного Сергия Радонежского был занесён в «Белую книгу» Всемирного клуба петербуржцев.

## Архитектура, убранство

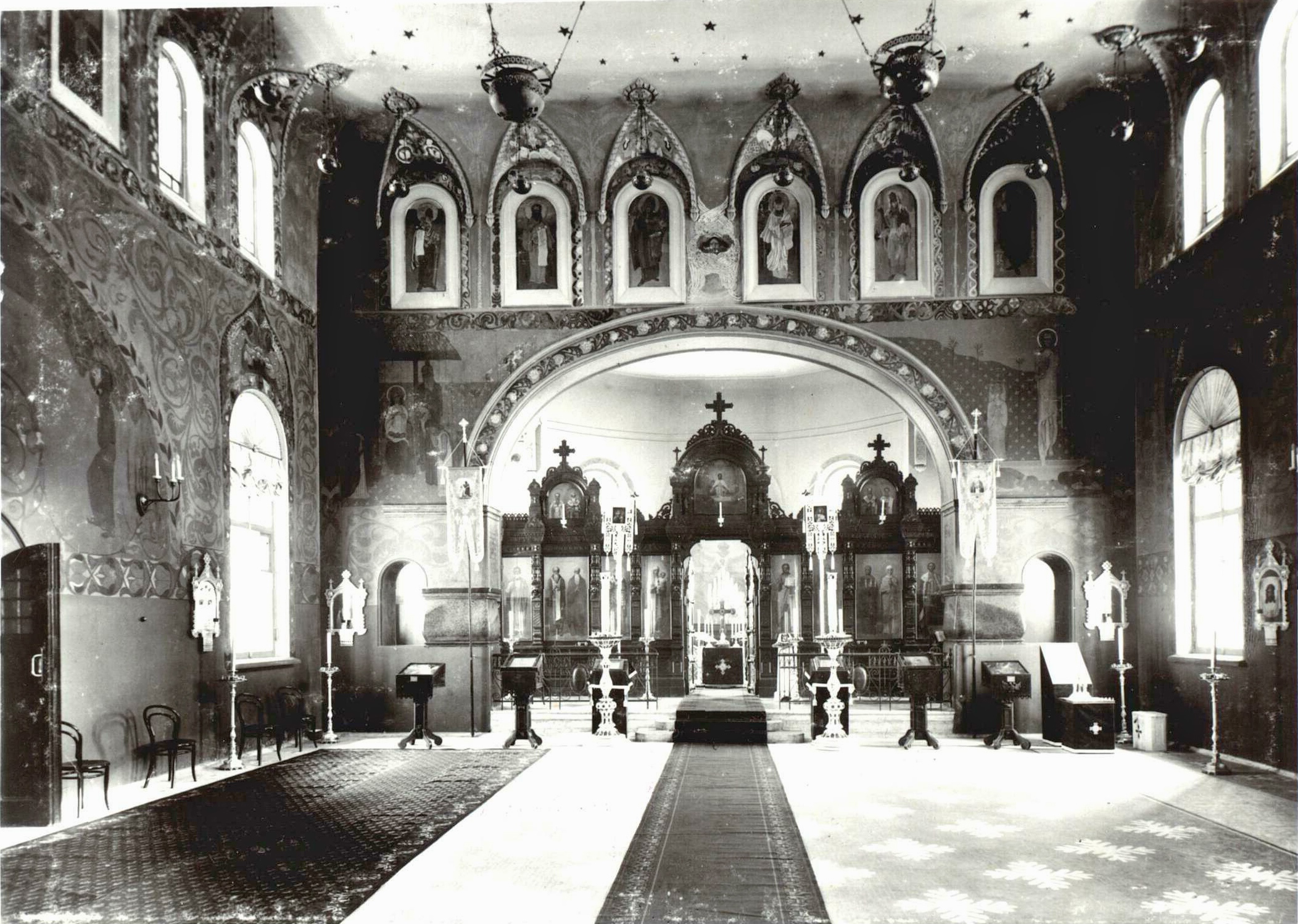
Интерьер церкви. Фото 1904 года

Первоначально храм внутри был расписан художником Сергеем Чехониным фресками в древнерусском стиле. При восстановлении церкви был сохранён стиль её росписи на основе сохранившихся изобразительных материалов. Стены декорированы растительным орнаментом, выдержаны в голубых тонах. Здесь же размещены четыре сюжета: на северной стене — «Благословение старцем отрока Варфоломея»; на южной — «Благословение преподобным Сергием Радонежским благоверного князя Дмитрия Донского на Куликовскую битву»; на алтарной арке слева — «Поклонение волхвов»; справа — «Явление воскресшего Христа Марфе и Марии».
Потолок также расписан в голубом фоне со звёздами. В его центре расположен световой фонарь, а по углам висят четыре небольших паникадила.
Образа расположены в два ряда: верхние — в специальных нишах под потолком (по 6 на восточной и западной стенах и 3 — на северной); нижние — в киотах на уровне молящихся.
Дубовый иконостас был восстановлен по образцу первоначального, иконы в котором были написаны в 1889 году Кириллом Горбуновым. В алтаре — запрестольный образ Святой Троицы.
Среди святынь храма в отдельном ковчеге хранится частица мощей преподобного Сергия Радонежского, переданная Царскому Селу в день освящения патриархом Кириллом.
Над входом в храм находится колокольня, на которой расположены 7 колоколов.

### Реликвии, изъятые после 1917 года
Среди достопримечательностей, находившихся до закрытия в храме, были:
- Икона явления Богоматери преподобному Сергию Радонежскому — дар императрицы Марии Александровны
- Икона Спасителя — дар великой княгини Екатерины Михайловны.
- Напрестольный сребро-позолоченный крест — дар в 1904 году бывшего шефа батальона великого князя Сергия Александровича.
- Облачения из золотого глазета, с шитым серебром оплечьем. Материалом служил покров, бывший на гробе императрицы Марии Александровны. Облачение было пожертвовано великим князем Сергеем Александровичем.
- Мундиры императоров Александра II и Александра III, хранившиеся в особых витринах.

До революции жертвенник в алтаре был мраморным. На нём была установлена металлическая доска с именами убитых в битвах Русско-турецкой войны 1877—1878 годов: под Горным-Дубняком, Араб-Канаком и Филиппополем.

## Духовно-просветительский центр

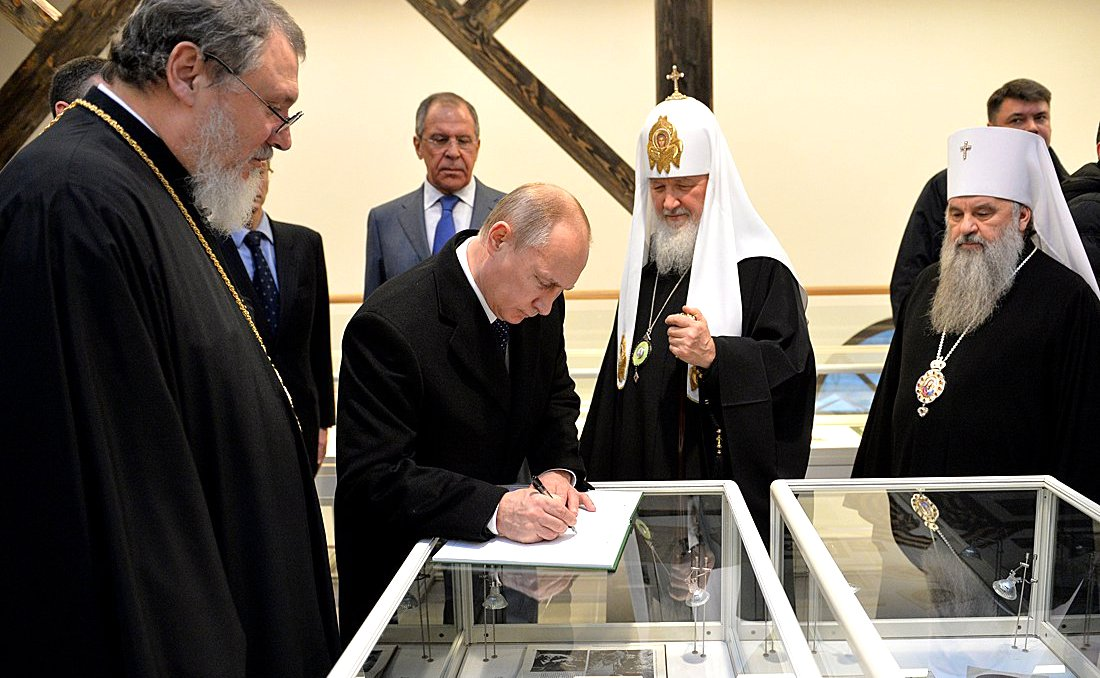
Владимир Путин оставляет запись в «Книге почетных гостей» центра. 8 декабря 2014 года.

Храм состоит при Духовно-просветительском центре Царскосельского благочиния, который устроен в бывших помещениях учебного зала и цейхгауза. Его открытие состоялось 7 января 2015 года. В рамках деятельности центра проходят научные и педагогические конференции, постоянно действуют швейная, витражная и авиамодельная мастерские. Организована выставочная экспозиция «Гвардейские стрелки на службе Отечеству», посвящённая истории всех четырёх гвардейских стрелковых полков. В кофейне, расположенной в стенах центра, проводятся литературные чтения.
На территории рядом с храмом в память о гвардейском стрелковом артиллерийском дивизионе установлена копия горной трёхдюймовой пушки.
Перед западным фасадом здания ко дню освящения храма был установлен памятник преподобному Сергию Радонежскому (скульптор Виктор Зайко).

## Никольская часовня
На углу Фуражной улицы и Госпитального переулка находится часовня, освящённая в честь святителя Николая Чудотворца. Она была приписана к церкви Царскосельского военного госпиталя и служила для отпевания умерших. В годы советской власти часовня была закрыта и перестроена. Её здание сдавалось в аренду под гаражные и складские нужды.
К 2015 году часовня заброшена. Владелец не установлен. Русская православная церковь готова восстановить её, включив в состав комплекса Духовно-просветительского центра Царскосельского благочиния. О назначении здания указывает информационный плакат, который уже несколько раз срывали.